# Robert Schomburgk

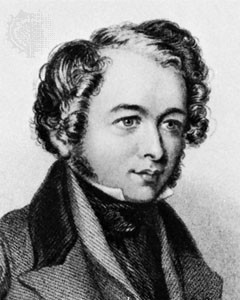
Robert Schomburgk

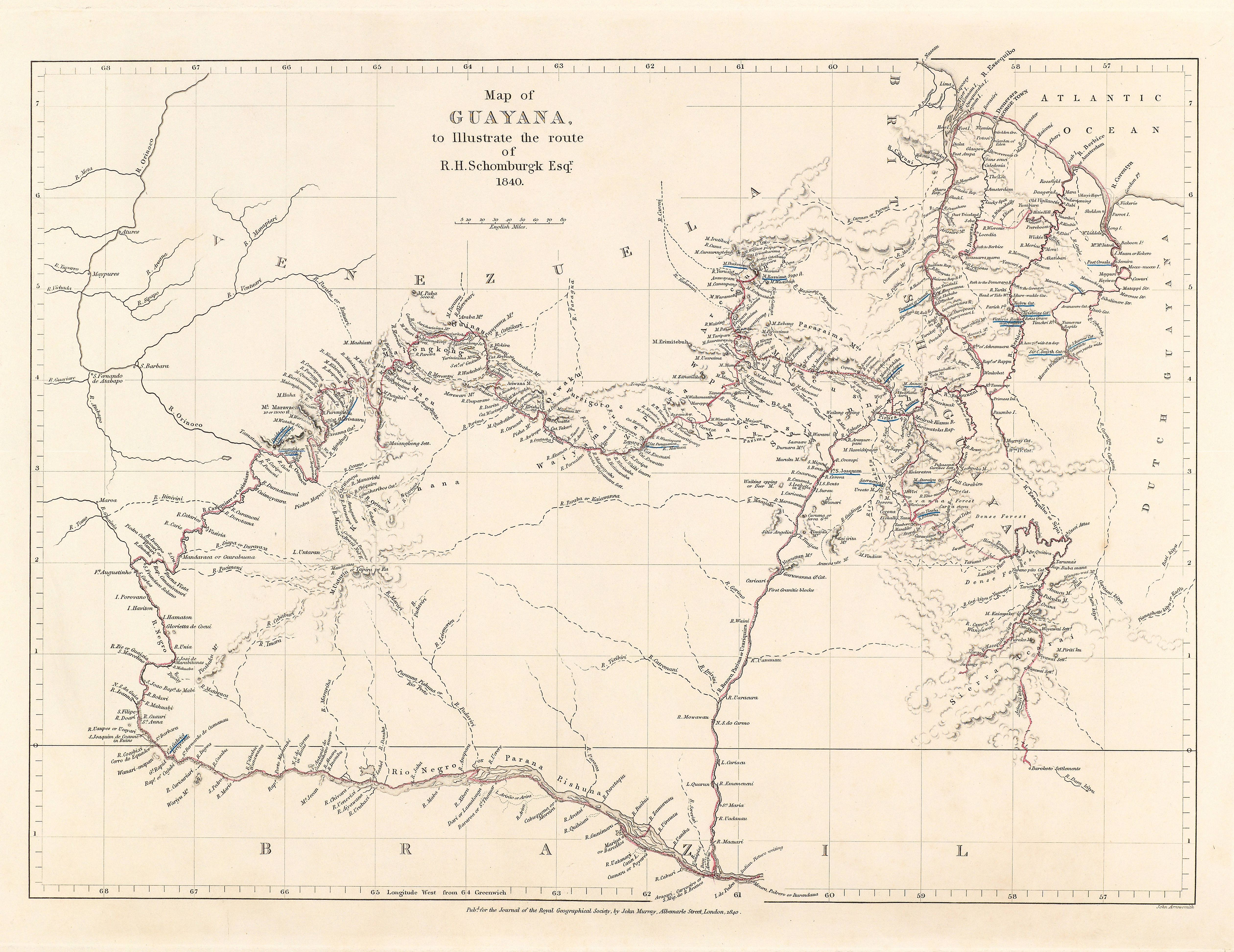
Routekaart door Guyana (1840)

Sir Robert Hermann Schomburgk (Freyburg (Unstrut), 5 juni 1804 - Schöneberg, 11 maart 1865) was een Engelse ontdekkingsreiziger van Duitse origine.
In opdracht van de Royal Geographical Society vertrok hij in 1835 voor een botanische en geografische onderzoeksreis naar Brits Guiana, het huidige Guyana. In 1840 verscheen van zijn hand het werk A Description of British Guiana, geographical and statistical exhibiting its resources and capabilities, together with the present and future condition and prospects of the colony. In de jaren daarna heeft hij de kolonie verder in kaart gebracht, waarbij hij de Schomburgk-lijn, de grens met Venezuela markeerde. In 1844 werd hij voor bewezen diensten geridderd. Hij werd daarna consul in Santo Domingo en in Bangkok. In 1846 publiceerde hij zijn kaart van Brits Guiana die de grens met Suriname definieerde langs de Coeroeni-Koetari.